# 柳枝
柳枝（生卒年不可考），為唐代時期的人物，居住在洛陽，出現於晚唐詩人李商隱之詩作《柳枝五首》及詩序中，為李商隱眾多愛情詩裡，少數指名道姓且撰以詩序描寫的對象。

## 相關作品

### 《柳枝五首》有序

#### 全文
柳枝，洛中里娘也。父饒好賈，風波死於湖上。其母不念他兒子，獨念柳枝。生十七年，塗裝綰髻，未嘗竟，已復起去，吹葉嚼蕊，調絲擫管，作天海風濤之曲，幽憶怨斷之音。居其旁，與其家接故往來者，聞十年尚相與，疑其醉眠夢物斷不娉。餘從昆讓山比柳枝居為近。他日春曾陰，讓山下馬柳枝南柳下，詠余燕台詩，柳枝驚問：「誰人有此？誰人為是？」讓山謂曰：「此吾里中少年叔耳。」柳枝手斷長帶，結讓山為贈叔乞詩。明日，餘比馬出其巷，柳枝丫鬟畢妝，抱立扇下，風鄣一袖，指曰：「若叔是？後三日，鄰當去濺裙水上，以博山香待，與郎俱過。」 餘諾之。會所友有偕當詣京師者，戲盜餘臥裝以先，不果留。雪中讓山至，且曰：「為東諸侯娶去矣。」明年，讓山復東，相背於戲上，因寓詩以墨其故處雲。

#### 解析
序中描述柳枝的身家背景，出生於洛陽，並提及她的父親從事經商，但卻因船難意外而過世。柳枝的母親比起其他兄弟姊妹，更關愛柳枝。柳枝當時的年紀為十七歲，對於容貌裝扮不是恨感興趣，常常在梳妝打扮尚未完成之際，便起身離席。對於音樂方面頗有造詣，一片葉子也能演奏出動人的樂音，各種樂器都能發揮絕妙，卻遲遲無人下聘迎娶。某日，因聽到李商隱的堂兄李讓山吟詠李商隱的《燕臺詩》，而對作詩的詩人產生興趣，遂解下衣服的長帶，托李讓山給予作詩之人，為求詩。隔日柳枝便成功與李商隱見面，且與李商隱約定三日後在洛水邊再次相見。但是與李商隱同行趕考的友人為捉弄李商隱，將其行李帶走先行出發，使李商隱不得不緊追在後，錯過與柳枝的約定。後來李商隱得知柳枝已嫁給東邊的諸侯，在隔年李讓山要回到洛陽之時，請讓山將他寫的詩題在柳枝在洛陽的故居，是為《柳枝五首》。

### 《柳枝五首》

#### 全文
花房與蜜脾，蜂雄蛺蝶雌。
同時不同類，那復更相思。

本是丁香樹，春條結始生。
玉作彈棋局，中心亦不平。

嘉瓜引蔓長，碧玉冰寒漿。
東陵雖五色，不忍值牙香。

柳枝井上蟠，蓮葉浦中乾。
錦鱗與繡羽，水陸有傷殘。

畫屏繡步障，物物自成雙。
如何湖上望，只是見鴛鴦。

## 相關文獻紀載
- 唐代 李商隱 《柳枝五首》有序
- 宋代 張君房《麗情集》
- 欽定古今圖書集成 明倫彙編 閨媛典 第340卷
- 御定全唐詩錄(四庫全書本)　卷七十五

## 後人研究
- 雪林（1928）。《李義山戀愛事蹟考》。北京：北新書局。
- 廖翌倬(2013)：唐詩中的女性主體研究。國立臺灣師範大學東亞學系碩士學位論文。
- 張詩群(2014)。相思樹上合歡枝：李商隱的詩歌人生。台北：龍圖騰文化。